# Fior de Bior
Fior de Bior aussi stylisé Fior2Bior, de son vrai nom Ali Djomosoukpa Junior Aké, est un rappeur nigériano-ivoirien[réf. nécessaire], né le 14 avril 1998 au Nigéria. Il est surtout connu pour le personnage assez énigmatique qu'il incarne entre autres sur les réseaux sociaux ces dernières années, mais également pour son titre à succès Gnonmi avec lait en collaboration avec le rappeur français Niska,.

## Biographie
Fior de Bior originaire d'Anoumanbo, fait ses débuts dans la musique en 2017, à travers des parodies et des freestyles musicaux qui suscitent déjà un engouement médiatique important chez les jeunes Ivoiriens, notamment sur le réseau social Instagram. Il faisait régulièrement le buzz.
En 2018, révélé par Ariel Sheney, et rendu célèbre par le quatuor Magic System, Fior intègre son label AS Record,. Il sort alors son premier single officiel Kpokpokpouo Souhalele qui rencontre un énorme succès, cumulant plusieurs millions de vues sur YouTube.
Par la suite, il enchaîne les collaborations à succès telles que Piqué piqué avec Oyoki Onanayo ou encore Apoutchou avec DJ Lewis, avant de sortir son deuxième single officiel Ils se jettent. Il est présent sur le titre Ewee de Serge Beynaud.
En 2021, il sort son titre Gnonmi avec lait en featuring avec Niska qui devient vite viral, comptabilisant déjà 3 millions de vues au bout de 3 jours,,,,,.
Il sort également son troisième single « Victago » dont le tournage du clip a lieu en France. Lors de sa première tournée européenne dans cette même période, il collabore sur « Paris c'est chic » de Junior Bando et « Baygon » de Tisco[réf. nécessaire].
Le 25 décembre 2021, il sort son quatrième single officiel « Godo Godo » qui franchit le cap du million de vues en 10 jours.

## Discographie
- 2019 : Kpokpopkouo Souhalele
- 2020 : Chikita (feat. J Haine)
- 2020 : Boda (feat. Fireman)
- 2020 : Piqué Piqué (feat Oyoki Onanayo)[17]
- 2020 : Bou tonton (feat. Widgunz)
- 2020 : Ils se jettent
- 2020 : C'est mon weey (feat. King Mad et Lilo Lelikounte)
- 2020 : Corona
- 2021 : Apoutchou (feat. DJ Lewis)
- 2021 : Gnonmi avec lait (feat. Niska)
- 2021 : Croussa Croussa (feat. Oyoki Onanayo et Willy Dumbo)
- 2021 : Benga (feat Oyoki Onanayo & Hugo boss)
- 2021 : Paris c’est chic (avec Junior Bvndo)[18]
- 2021 : Baygon (feat Tisco)
- 2021 : Victago
- 2021 : Godo Godo
- 2022 : Dêguê Fior de Bior ft Jojo le Barbu

## Controverses & clashs
Fior a été en clash avec l’artiste ivoirien Abome Lelefant.
En septembre 2021, l’artiste ivoirien de rap chrétien Ks Bloom tient publiquement des propos concernant le titre Gnomin avec lait qui font polémique, affirmant que le rappeur Niska avait « gâté le son » à cause de ses paroles très explicites,,.